# Journal of Astronomical History and Heritage
Journal of Astronomical History and Heritage (abrégé en JAH²) est une revue scientifique à comité de lecture spécialisée en histoire de l'astronomie. Elle est publiée par l'université James-Cook (Australie). Sa parution a débuté en 1998. 
Actuellement, la direction éditoriale est assurée par Wayne Orchiston.